# Amoghavajra
 (décembre 2023).
Amoghavajra (705-774) « diamant à l'effet sans faille », (chinois : 不空金刚 Bùkōng jīngāng, souvent simplifié en 不空 Bùkōng/P'u-k'ung, japonais : 不空金剛 Fukūkongo) maître bouddhiste, traducteur de sûtras, et un des trois grands maîtres du bouddhisme vajrayāna (mizong 密宗) de l'ère Kaiyuan de la dynastie des Tang, avec Shubhakarasimha (Shanwuwei 善無畏) et son maître Vajrabodhi (Jingangzhi 金剛智).
Les dangers menaçant l’empire au milieu de la dynastie Tang poussaient les souverains à recourir aux pouvoirs protecteurs et permettaient au courant tantrique (mizong) de prendre un grand développement, mais la décadence progressive du pouvoir et une hostilité sporadique contre les religions 'étrangères' empêchaient son élan et son implantation durable. Sous les Song, ce courant devint mineur par rapport à l'école Chan et à l'école Jingtu majoritaires et il disparut quasiment avec cette dynastie.
Amoghavajra exerça une grande influence sur le bouddhisme japonais par l’intermédiaire de ses disciples créant l'école dite Zhenyan (mantra), en particulier Huiguo (慧果, ja. Keika-ajari), qui eut comme élève Kūkai, fondateur de l’école Shingon dans laquelle Amoghavajra est vénéré en tant que sixième patriarche.

## Biographie
Il existe deux versions en ce qui concerne ses origines. L’une le fait naître au Sri Lanka et suivre à 14 ans (718) Vajrabodhi à Sriwijaya, puis à Luoyang en 720. Selon d’autres sources, il est né au Nord de l’Inde, ou encore à Samarcande, d’un père indien et d’une mère peut-être sogdienne, et se rendit en Chine à l'âge de 10 ans après la mort de son père.
Ordonné en 724 au monastère du bonheur immense (Guangfusi 廣福寺), ses compétences linguistiques sont rapidement mises en valeur par Vajrabodhi qu’il assistait dans son travail de traduction. En automne 741, Vajrabodhi s'éteignit. Trois mois après, Amoghavajra s’embarqua à Guangzhou pour un voyage d’études et de collection de sûtras avec des disciples (37 selon une source) dont Hanguang (含光) et Huibian (惠辯). Après un passage en Indonésie, ils se rendirent au Sri Lanka. Il semble qu’il y rencontra Nagabodhi (龍智), maître de Vajrabodhi, et étudia le Tattvasaṃgraha (十八會金剛頂瑜伽法門), texte central du bouddhisme tantrique, L'embryon de la grande compassion de Vairocana (毗盧遮那大悲胎藏), l’Onction en cinq parties (五部灌頂) et le Livre secret des mantras.
Après un passage par l’Inde, il revint en Chine en 746 avec un demi-millier de fascicules. Tout d’abord logé au Honglusi (鴻臚寺), service d’accueil des moines étrangers, il fut invité à donner l’onction à l’empereur Xuanzong, puis fut envoyé au Jingyingsi (淨影寺) pour diriger les traductions. Ses rites pour la pluie sollicités par la cour impériale s’étant montrés efficaces, il reçut le titre du Réservoir de sagesse (Zhizang 智藏) et la robe pourpre. Malgré les honneurs, il semble qu’il demanda en 749 à rentrer dans son pays d’origine, mais il tomba malade en route à Shaozhou (韶州) dans le sud et renonça ainsi à son projet.
En 753, le général köktürk Geshu Han (哥舒翰), prince de Xiping (西平王), qui défendait le pays contre les incursions étrangères du nord-ouest et souhaitait une protection magique ou spirituelle pour son armée, l’invita au Kaiyuansi (開元寺) de Wuwei. En 754, il traduisit la première partie du Tattvasaṃgraha [T 865]. En 755 éclata la rébellion d'An Lushan ; il fut capturé par les rebelles, mais délivré par les troupes impériales en 757. Il revint alors à la capitale où des rites de purification lui étaient demandés pour renforcer la dynastie. En 758, il sollicita le nouvel empereur Suzong de reprendre la direction de traductions. Il aurait arrêté à l’aide de rituels basés sur le Sûtra du roi bienveillant (Renwangjing 仁王經) une armée tibéto-ouïghoure de 200 000 hommes menaçant Chang'an : les troupes se seraient dispersées après la mort du général Pugu Huaien (en). En 765, il devint le patriarche du Honglusi.
Après Suzong, c’est au tour de l’empereur Daizong de faire appel à lui pour la protection de la dynastie. Amoghavajra persuada l’empereur de mettre l’empire sous la protection du bodhisattva Manjusri. En 766, la construction du Jingesi (金閣寺) débuta sur le mont à cinq terrasses (Wutai), un des quatre monts bouddhistes consacré à ce grand bodhisattva.
En 771, il présenta à Daizong les 77 textes qu’il avait traduits accompagnés d’une table des matières, et demanda que tous ces textes soient intégrés dans le Tipitaka chinois. Il reçut le titre du Maître connaisseur du tripitaka au vaste savoir (大廣智三藏).
À sa mort en 774 (15e jour du 8e mois lunaire), trois jours de deuil officiel furent décrétés et il reçut les noms posthumes de Sikong (司空) et de Dabianzheng (大辨正). Une pagode fut érigée dans le temple de Daxingshan (大興山) en vue de la conservation de ses reliques.

## Disciples
Parmi ses disciples les plus connus on peut citer: Hanguang (含光), Huiqiong (惠銎), Huilang (惠朗) du Chongfusi (崇福寺), héritiers des onctions, Hanguang (含光) du Jingesi (金閣寺), Huichao (惠超) de Silla, Huiguo (惠果) du Qinglongsi (青龍寺), Yuanjiao (元皎) et Juechao (覺超) du Baoshousi (保壽寺).